# RV Skagerak III
Le RV Skagerak III était l'ancien navire océanographique de l'Université de Göteborg. Il a été remplacé, en 2017, par le RV Skagerak IV.

## Historique
Le navire a été construit comme navire de recherche halieutique à Hambourg, en Allemagne, au chantier August Pahl Schiffwerft et lancé en 1968. Initialement, le navire est baptisé Friedrich Heincke (du nom d'un zoologue et ichtyologue allemand) et appartenait à la Helgoland Biologische Anstalt. Il a navigué dans les Caraïbes et sur la côte est des États-Unis. En 1991, il a été vendu à la Norvège sous le nom de Stril Explorer où il a servi de ravitailleur dans les champs pétrolifères norvégiens.
Après deux ans, le navire a été revendu à l'Université de Göteborg en 1993. Le navire était alors en mauvais état et a subi d'importants travaux de rénovation et de reconstruction au chantier naval de Landskrona afin de répondre aux besoins de l'université et aux exigences de l'administration maritime suédoise (Sjöfartsverket). En 2001, une nouvelle rénovation a été effectuée avec de nouveaux moteurs et un nouvel intérieur plus moderne du pont.
En 2022, le navire a été vendu à la société Scandinavian Ocean Minerals, qui l'utilise sous le nom de Botnia Surveyor, pour explorer les ressources marines et l'affrète également à des tiers. Il est géré par Marine Solutions.

## Description
Le navire avait une vitesse maximale de onze nœuds et était habituellement en campagne en mer deux à cinq jours, avec une durée maximum d'environ 14 jours. 10 à 22 chercheurs et un équipage de quatre à cinq personnes pouvaient être embarqués. Le RV Skagerak était utilisé pour la recherche océanographique physique, chimique et biologique dans la mer Baltique, le Kattegat, le Skagerrak, et l'est de la mer du Nord. Le navire était également utilisé dans l'enseignement.
À bord de Skagerak, il y a des laboratoires secs et humides, ainsi que des grues et des treuils permettant d'utiliser courantomètre, système CTD et divers échantillonneurs.

## Galerie

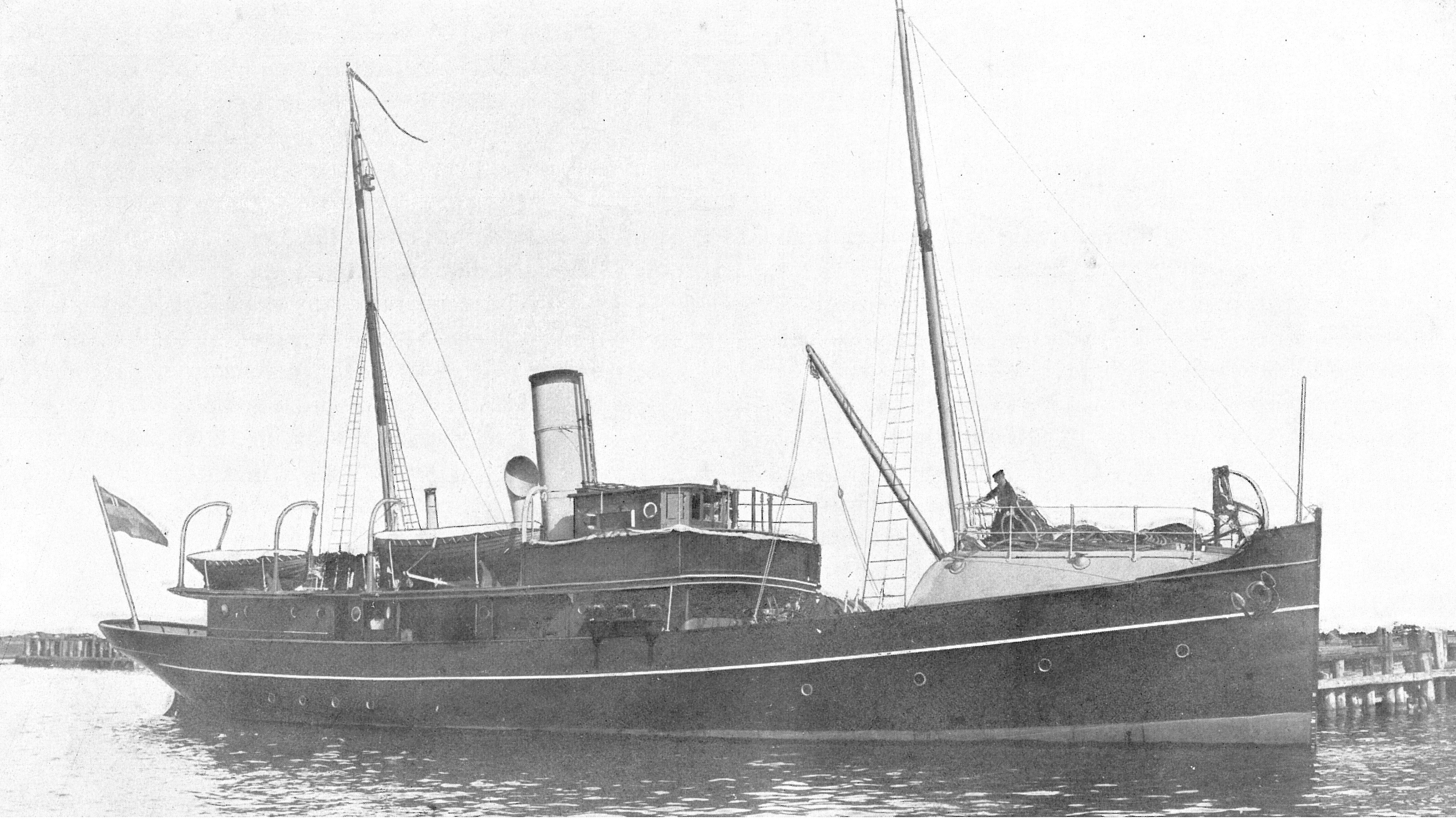
Skagerak I (1904)
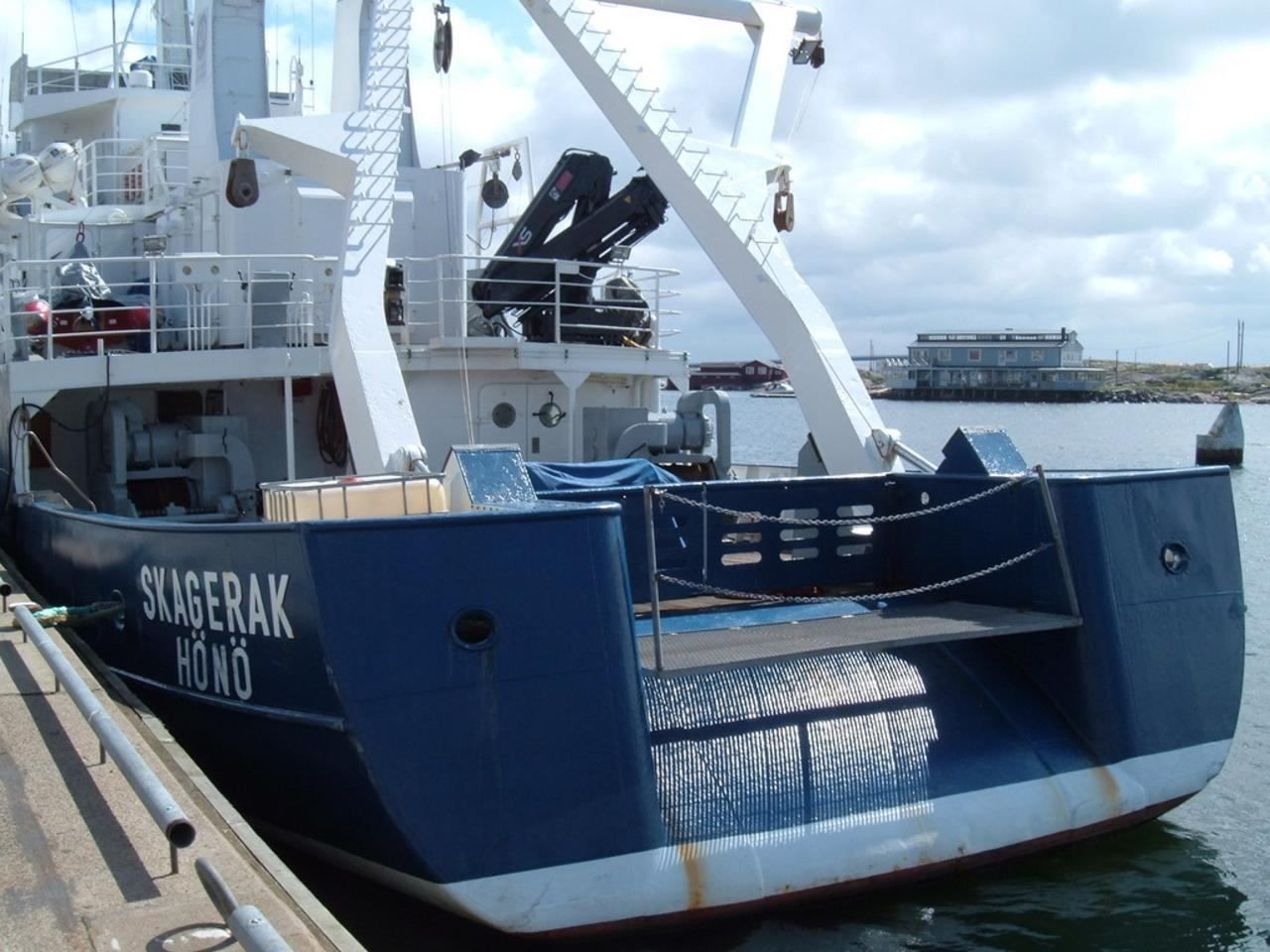
Skagerak III (pont de travail)

### Note et référence
- (sv) Cet article est partiellement ou en totalité issu de l’article de Wikipédia en suédois intitulé « R/V Skagerak (1968) » (voir la liste des auteurs).